# Модесто, Франческо
Франческо Модесто (итал. Francesco Modesto; род. 16 февраля 1982, Кротоне, Калабрия) — итальянский футболист, левый полузащитник; тренер.

## Карьера
Воспитанник клуба «Вибонезе». В 1999 году перешёл в «Козенцу», однако не сыграл за основной состав ни одного матча. В 2001 году вернулся на правах аренды в «Вибонезе». После этого вернулся в «Козенцу» и завоевал место в основном составе команды. В августе 2002 года перешёл в «Палермо», где провёл 13 матчей в чемпионате и 6 игр в Кубке Италии. 27 января 2004 года был арендован «Асколи», в составе которого забил первые 3 гола в своей профессиональной карьере.
В августе 2005 года был куплен «Реджиной», в составе которой стал игроком основного состава. Помог клубу, лишённому в начале сезоне 2006/07 15 очков из-за кальчополи, сохранить место в серии А. Летом 2007 года Модесто интересовались «Интер» и «Рома», однако сделка не состоялась. 31 августа того же года Модесто продлил контракт с «Реджиной» до 2012 года. Летом 2008 года Модесто был куплен клубом «Дженоа» за 4,5 млн евро. 4 января 2011 года подписал контракт с клубом «Парма» сроком на 3 года.